# Trichostomum distans
Trichostomum distans är en bladmossart som beskrevs av Hampe in C. Müller 1849. Trichostomum distans ingår i släktet lansettmossor, och familjen Pottiaceae. Inga underarter finns listade i Catalogue of Life.